# سلسلة الهدى والنور
سلسلة الهدى والنور. تطلق على مجموع أشرطة للشيخ الألباني تحتوي على 901 شريط سمعي الشريط مدته ساعة ومنه أزيد وأقل، قام بتسجيلها والتأليف بينها الشيخ محمد بن أحمد أبو ليلى الأثري.
وهي عبارة عن أسئلة في جوانب شتى من العلوم الشرعية وعلوم الحديث والفقه والعقيدة يطرحها الطلبة على الشيخ وهو يُجيب عنها.